# Warren, Vermont
Warren är en kommun (town) i Washington County i delstaten Vermont, USA. Vid folkräkningen år 2000 bodde 1 681 personer på orten. Den har enligt United States Census Bureau en area på totalt 103,8 km², allt är land.  